# Coccyzus euleri
Coccyzus euleri е вид птица от семейство Cuculidae.

## Разпространение
Видът е разпространен в Аржентина, Боливия, Бразилия, Венецуела, Гвиана, Еквадор, Колумбия, Парагвай, Суринам и Френска Гвиана.